# Modesta Uka
Modesta Uka (Austria; 23 de mayo de 1999) es una futbolista nacionalizada kosovar. Juega como delantera y su equipo actual es el SK Sturm Graz de la ÖFB-Frauenliga.

## Carrera
Uka creció en el fútbol en los equipos juveniles mixtos de SK Sturm Graz hasta 2014, cuando se mudó a Stattegg por una temporada.
En el verano de 2015 volvió a trabajar con el SK Sturm Graz, y tras ser inicialmente incluida en el equipo de reserva (Sturm Graz II), con el que ganó el  2. Frauenliga 2017-2018, posteriormente se ganó un lugar en el equipo titular, siendo decisiva en la temporada 2018-2019 donde en Liga, con 10 goles marcados, se convierte en la mejor anotadora del equipo que cierra en segundo lugar obteniendo así acceso a la Liga de Campeones Femenina de la UEFA.
Sin embargo, Uka ya tuvo la oportunidad de debutar en la Liga de Campeones Femenina de la UEFA en la temporada 2016-2017, obtenida gracias al segundo puesto, la mejor posición obtenida por el equipo hasta ese momento, en el campeonato 2015-2016.

## Selección nacional
En agosto de 2018, Uka fue convocada por primera vez por la Federación de Fútbol de Kosovo, lo que le ofrece la oportunidad de debutar en su selección nacional femenina. La convocatoria vino del director técnico Afërdita Fazlija con motivo del doble partido amistoso contra Macedonia el 31 de agosto y el 2 de septiembre en Skopje. Marcó su primer gol internacional en abril del año siguiente, de nuevo en un amistoso con Macedonia del Norte, donde abrió el marcador tanto en el primer partido ganado por 3-1 como en el segundo empate 3-3.
Fazlija también la convocó para las eliminatorias del Clasificación para la Eurocopa Femenina 2021 para la Eurocopa Femenina Inglaterra 2021, donde debutó en un torneo oficial de la UEFA el 30 de agosto de 2019, en el Estadio Fadil Vokrri de Pristina, y donde en el primer partido del grupo A con Turquía abrió el marcador en el minuto 33 en el partido que luego ganó 2-0 para su selección.

## Palmarés
SK Sturm Graz
- 2. Frauen-Liga (1): 2017/2018.